# Резолюция Совета Безопасности ООН 1603
Резолюция Совета Безопасности Организации Объединённых Наций 1603, принятая единогласно 3 июня 2005 года, по итогу предыдущих резолюций по ситуации в Кот-д’Ивуаре, Совет продлил мандат Операции Организации Объединённых Наций в Кот-д’Ивуаре (ОООНКИ) до 24 июня 2005 года.

## Резолюция

### Наблюдения
Совет Безопасности подтвердил свою поддержку «Соглашения Лина-Маркуси» и его полного выполнения. Он выразил признательность Африканскому союзу, Экономическому сообществу западноафриканских государств (ЭКОВАС) и французским силам за их усилия по содействию мирному урегулированию в Кот-д’Ивуаре, но отметил существующие вызовы стабильности в стране и её угрозу миру и безопасности в регионе.
Высказывались опасения, что некоторые миротворческие силы, развернутые в африканских странах, допустили проступки.

### Действия
Действуя в соответствии с главой VII Устава Организации Объединённых Наций, Совет потребовал, чтобы все стороны, подписавшие Преторийское соглашение, полностью выполнили его, пригрозив санкциями против тех, кто его не выполняет, как описано в Резолюции 1572 (2004). Была высоко оценена роль бывшего президента ЮАР Табо Мбеки в посреднических усилиях.
Совет был удовлетворен тем, что ивуарийские стороны согласились провести президентские выборы в октябре 2005 года и потребовал, чтобы выборы были свободными, справедливыми и прозрачными. Генерального секретаря Кофи Аннана попросили назначить специального представителя для наблюдения за проведением этих выборов.
Резолюция также продлила мандат ОООНКИ и вспомогательных французских сил до 24 июня 2005 года, а генеральному секретарю было поручено принять меры для увеличения численности ОООНКИ. Наконец, генерального секретаря Африканского союза и Франции попросили держать совет в курсе ситуации в Кот-д’Ивуаре.

## Голосование
| За (15) | Воздержались (0) | Против (0) |
| --- | ---------------- | ---------- |
| - Китай - Франция - Россия - Великобритания - США - Алжир - Аргентина - Бенин - Бразилия - Дания - Греция - Япония - Филиппины - Румыния - Танзания |                  |            |

* жирным выделены постоянные члены Совета Безопасности ООН